# Воронков, Иван Семёнович
Иван Семёнович Воронков (1918—1975) — майор Советской Армии, участник Великой Отечественной войны, Герой Советского Союза (1943).

## Биография
Иван Воронков родился 15 мая 1918 года в селе Песчанка в семье крестьянина. Окончил семь классов школы, после чего работал слесарем в «Мосгорстрое». В 1938 году был призван на службу в Рабоче-крестьянскую Красную Армию, служил красноармейцем во Внутренних войсках НКВД СССР. В 1942 году окончил Орджоникидзевское военное училище НКВД, после чего командовал взводом в 11-й дивизии НКВД. С июля 1942 года — на фронтах Великой Отечественной войны. К ноябрю 1943 года гвардии старший лейтенант Иван Воронков командовал 8-й ротой 1-го гвардейского стрелкового полка 2-й гвардейской стрелковой дивизии 56-й армии Северо-Кавказского фронта. Отличился во время боёв на Керченском полуострове.
В ночь со 2 на 3 ноября 1943 года в составе штурмовой группы Воронков переправился через Керченский пролив. Когда погиб командир батальона, Воронков принял командование подразделением на себя. Под его руководством батальон захватил и удержал плацдарм на Керченском полуострове.
Указом Президиума Верховного Совета СССР от 17 ноября 1943 года за «образцовое выполнение боевых заданий командования на фронте борьбы с немецкими захватчиками и проявленные при этом мужество и героизм» гвардии старший лейтенант Иван Воронков был удостоен высокого звания Героя Советского Союза с вручением ордена Ленина и медали «Золотая Звезда» за номером 1161.
В 1944 году Воронков окончил курсы «Выстрел». До 1959 года он работал в Кировском районном военном комиссариате Москвы. В начале 1960-х годов в звании майора он был уволен в запас. Проживал в Москве, до ухода на пенсию работал в военно-строительном управлении. Умер 23 марта 1975 года, похоронен на Хованском кладбище Москвы.
Был также награждён орденом Отечественной войны 2-й степени, двумя орденами Красной Звезды, а также рядом медалей.

## Комментарии
1. ↑  Посёлок Песчанка входил в состав Раевского сельсовета; упразднён решением Пензенского облисполкома от 17.9.1975[1]. Ныне — территория Земетчинского района Пензенской области.